# Greatest Hits (album Aerosmitha)
Greatest Hits prvi je kompilacijski album američke hard rock skupine Aerosmith koji izlazi u listopadu 2004.g. Album je postao multi-platinasti i sadrži se od najboljih Aerosmithovih hitova tijekom njihove rock karijere '70-ih.
Nekoliko skladbi je skraćeno i razlikuju se od originalnih verzija, a posebno "Same Old Song and Dance", "Sweet Emotion", i "Kings and Queens".
Greatest Hits donosi sastavu najbolju prodaju u Americi, gdje postižu tiražu preko 11 milijuna primjeraka. Sastav osvaja nagradu "Diamond award" za tiražu albuma koji prelaze deset milijuna primjeraka do 2001.g.

## Popis pjesama
1. "Dream On", s albuma Aerosmith (Steven Tyler) – 4:28
2. "Same Old Song and Dance", s albuma Get Your Wings (Joe Perry, Tyler) – 3:01
3. "Sweet Emotion", s albuma Toys in the Attic (Tom Hamilton, Tyler) – 3:12
4. "Walk This Way", s albuma Toys in the Attic (Tyler, Perry) – 3:31
5. "Last Child", s albuma Rocks (Tyler, Brad Whitford) – 3:27
6. "Back in the Saddle", s albuma Rocks (Tyler, Perry) – 4:38
7. "Draw the Line", s albuma Draw the Line (Tyler, Perry) – 3:21
8. "Kings and Queens", s albuma Draw the Line (Jack Douglas, Hamilton, Joey Kramer, Tyler, Whitford) – 3:47
9. "Come Together", s albuma Sgt. Pepper's Lonely Hearts Club Band (filmska glazba) (John Lennon, Paul McCartney) – 3:45
10. "Remember (Walking in the Sand)", s albuma Night in the Ruts (Shadow Morton) – 4:05

## Top ljestvica
Album - Billboard (Sjeverna Amerika)
| Godina | Top ljestvica     | Pozicija |
| ------ | ----------------- | -------- |
| 1987.  | The Billboard 200 | #154     |

## Certifikat
| Organizacija | Status                       | Datum               |
| ------------ | ---------------------------- | ------------------- |
| RIAA - SAD   | Zlatni                       | 3. ožujka 1981.     |
| RIAA - SAD   | Platinasti                   | 27. siječnja 1986.  |
| RIAA - SAD   | 2x Platinasti                | 24. studenog 1986.  |
| RIAA - SAD   | 4x Platinasti                | 21. studenog 1988.  |
| RIAA - SAD   | 5x Platinasti                | 29. travnja 1991.   |
| RIAA - SAD   | 6x Platinasti                | 10. ožujka 1992.    |
| RIAA - SAD   | 8x Platinasti                | 21. listopada 1994. |
| RIAA - SAD   | 9x Platinasti                | 1. kolovoza 1996.   |
| RIAA - SAD   | Dijamantski (10x Platinasti) | 26. veljače 2001.   |
| RIAA - SAD   | 11x Platinasti               | 13. prosinca 2007.  |

## Vanjske poveznice
- Greatest Hits - MusicBrainz
- discogs.com - Aerosmith - Greatest Hits